# Symplecta ecalcar
Symplecta ecalcar là một loài ruồi trong họ Limoniidae. Chúng phân bố ở miền Tân bắc.